# Rogelio Salmona

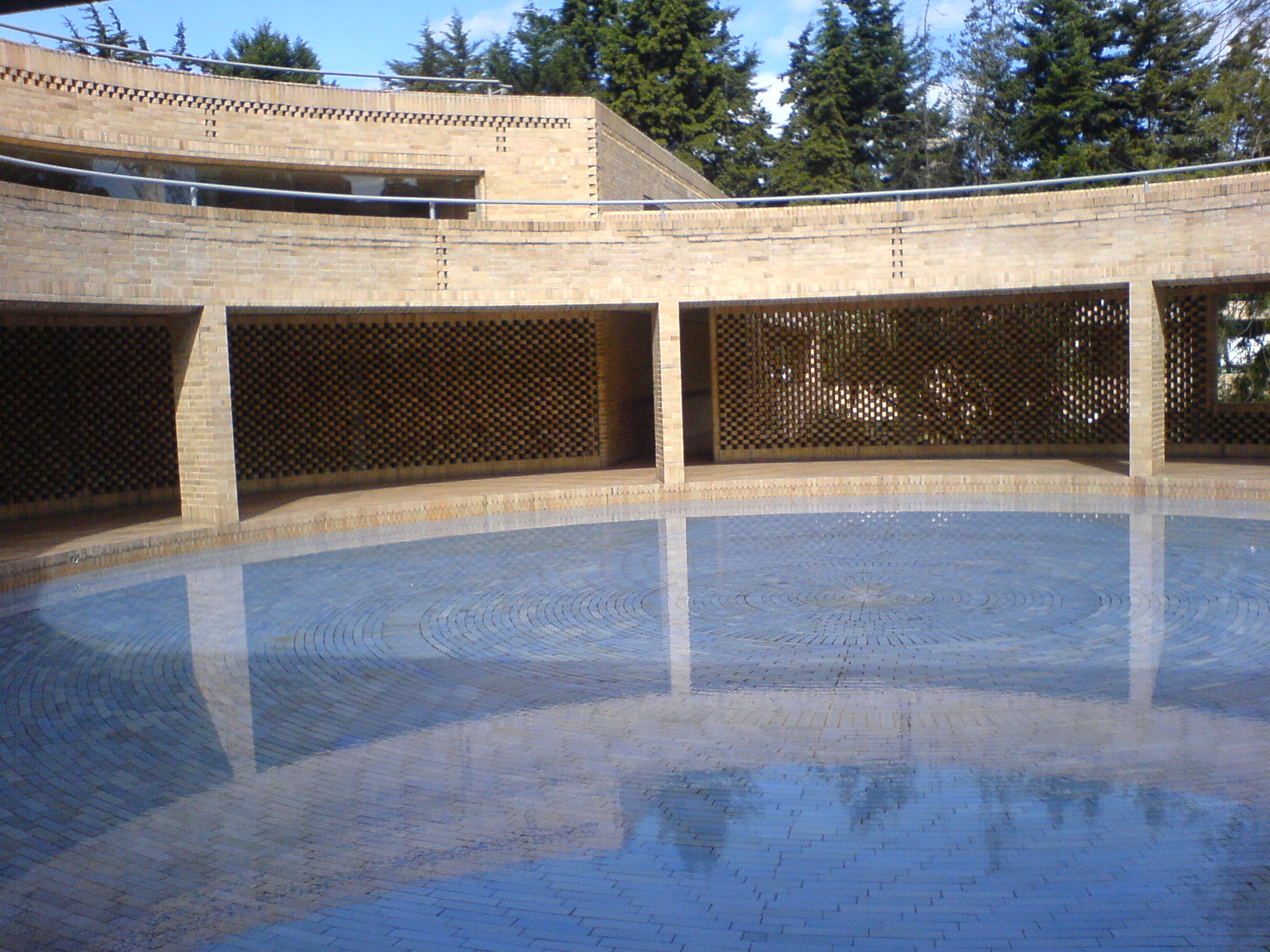
Innenhof des Posgrados Gebäude der Fakultät für Ciencias humanas der Universidad Nacional de Colombia

Rogelio Salmona (* 1927 in Paris; † 3. Oktober 2007) war ein kolumbianischer Architekt.

## Leben
Rogelio Salmona wurde 1927 in Paris als Kind eines spanischen Vaters und einer französischen Mutter geboren; die Familie siedelte früh nach Kolumbien um. Er studierte Architektur an der Universidad Nacional de Colombia.

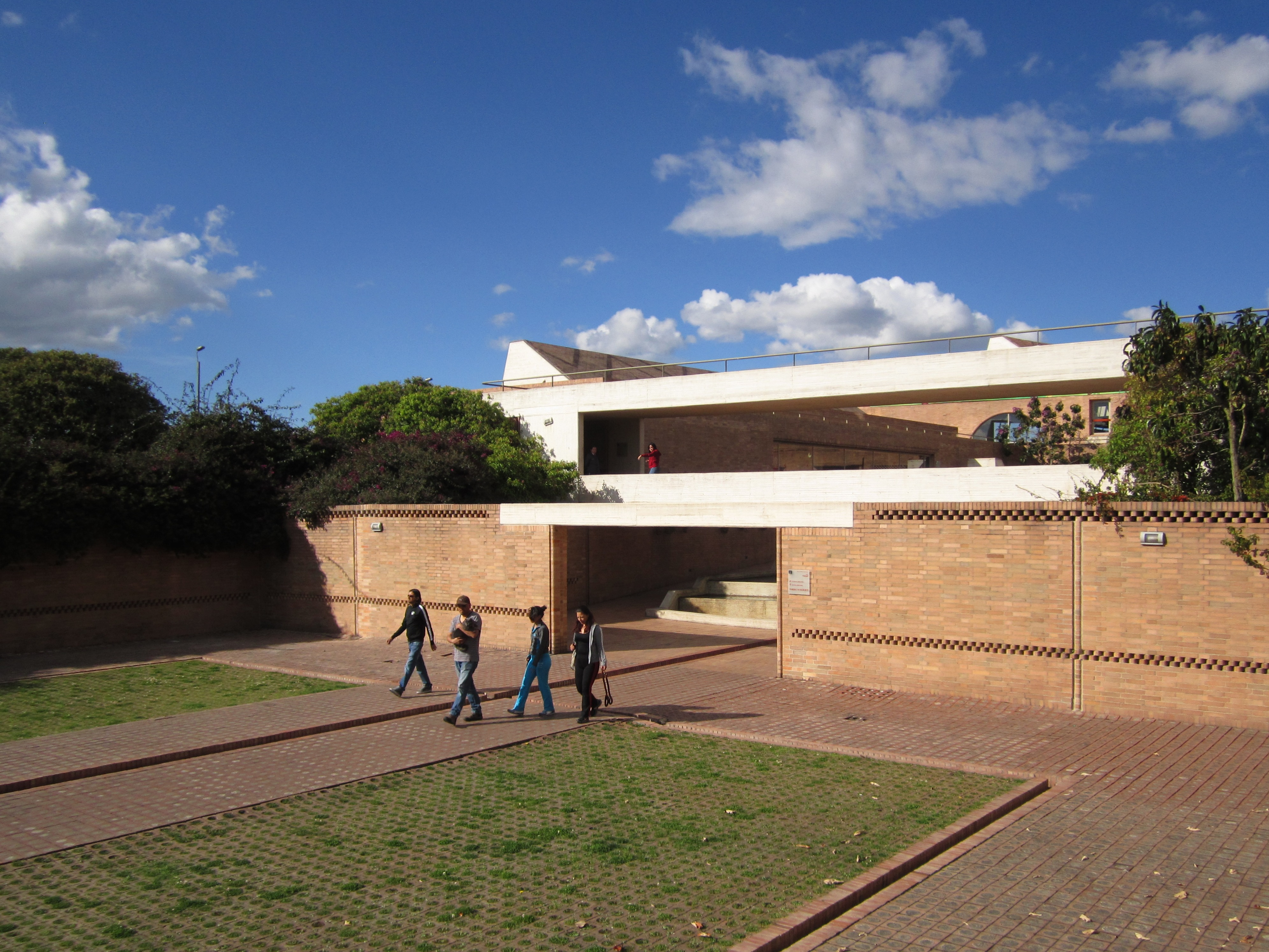
Biblioteca Pública Virgilio Barco

Salmona arbeitete Anfang der 1950er Jahre zusammen mit Le Corbusier in Paris an dessen Projekt für die neue Hauptstadt in Chandigarh im indischen Bundesstaat Punjab. Mitte der 1950er Jahre eröffnete er ein eigenes Büro in Bogotá. Bekannte Werke Salmonas sind ein Wohnhaus für Gabriel García Márquez in Cartagena, das kolumbianische Nationalarchiv Archivo General sowie die Biblioteca Pública Virgilio Barco.
Neben anderen Auszeichnungen erhielt Salmona als erster lateinamerikanischer Architekt 2003 die Alvar-Aalto-Medaille.

## Auszeichnungen und Ehrungen
- Colombian National Architecture Prize (1986, 1988 and 1990)
- Prinz-Claus-Preis (1998)[3]
- Profesional Trajectory in Architecture Prize II, Iberoamerican Bienal of Architecture and Civil Engineering (2000)
- Alvar-Aalto-Medaille (2003)[4]
- Manuel Tolsá Medal, Autonomous University of México (2004)